# توني جوستين
توني جوستين (بالإنجليزية: Tony Heath)‏ هو لاعب كرة قدم أسترالية أسترالي، ولد في 10 أكتوبر 1937.

## وصلات خارجية
- توني جوستين على موقع AustralianFootball.com (الإنجليزية)
- توني جوستين على موقع AFLtables.com (الإنجليزية)